# Conector N

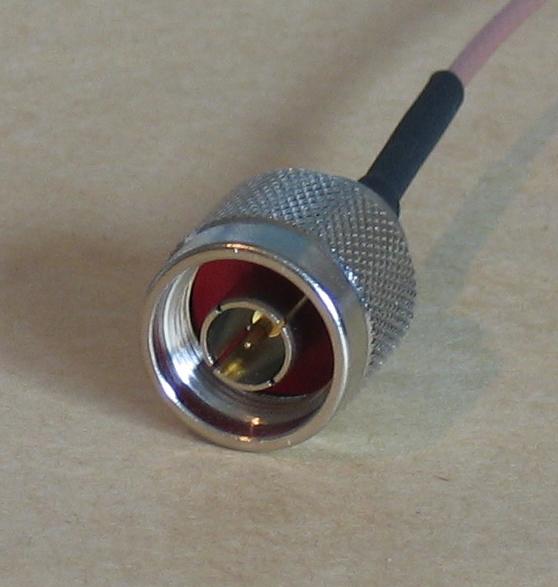
Conector tipo N (macho)

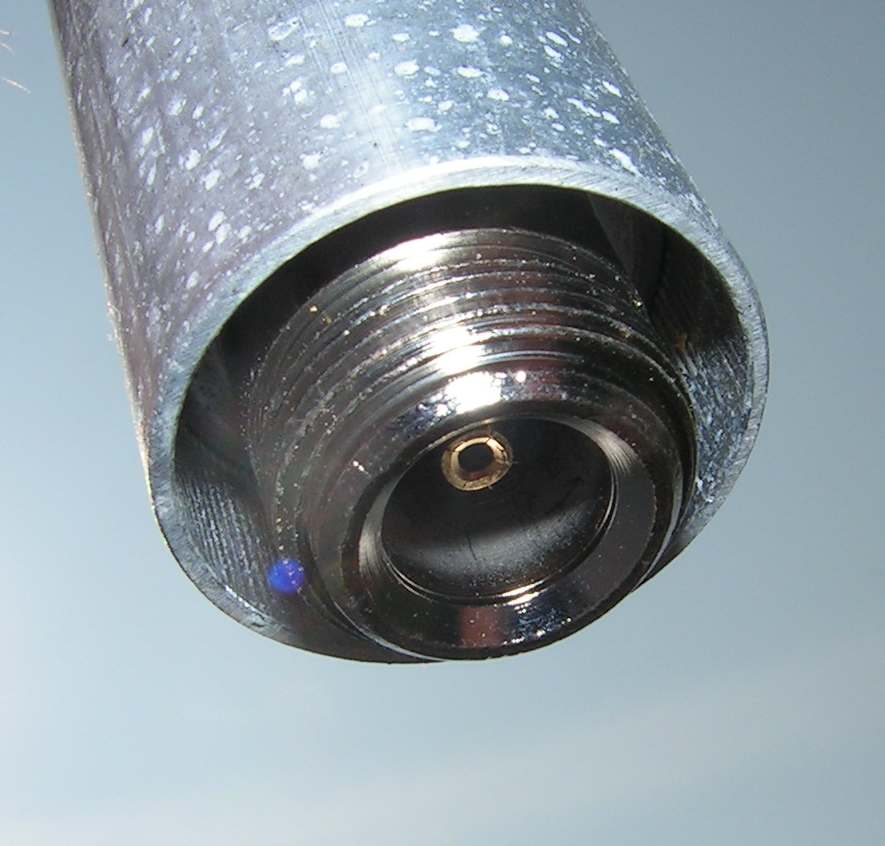
Conector tipo N (fêmea)

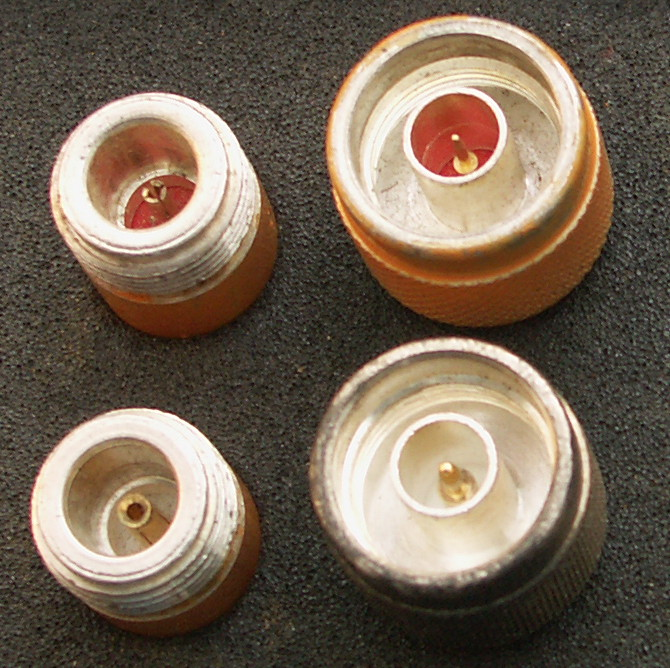
Imagem comparativa entre dois conectores tipo N, 75Ω (a cima) e 50Ω (a baixo)

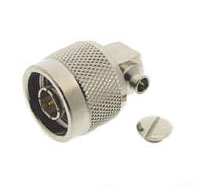
Conector tipo N Macho

Os conectores da Série N com impedância de 50 Ω são fabricados de acordo com as normas IEC 169-16, MIL-C-39012 e MIL-55339.
São utilizados em antenas, instrumentação, estações de base, celular, rádio de microondas, radar, proteção de onda, radiodifusão, rádios e redes de computadores.

## Características Técnicas
Impedância: 50 Ω
Freqüência de operação: 0 – 11 GHz
Tensão máxima de operação: 1400 Volts
Tensão máxima de teste: 2500 Volts rms
VSWR:
- conector reto: ≤ 1,3 até 4 GHz
- conector angular: ≤ 1,35 até 4 GHz
Perda de retorno:
- conector reto: 18 dB até 4 GHz
- conector angular: 17 dB até 4 GHz
Perda de inserção: 0,15 dB até 4 GHz
Resistência de contato:
- contato central: ≤ 1 mΩ
- contato externo: ≤ 0,2 mΩ
Resistência de isolação: ≥ 5GΩ min
Resistência de isolação após conexão: ≥ 200MΩ min
Temperatura de operação: -65ºC a 155ºC